# Komuna e Stravajt
Komuna e Stravajt är en kommun i Albanien.   Den ligger i prefekturen Qarku i Elbasanit, i den centrala delen av landet, 60 km sydost om huvudstaden Tirana.
Omgivningarna runt Komuna e Stravajt är en mosaik av jordbruksmark och naturlig växtlighet.  Runt Komuna e Stravajt är det ganska tätbefolkat, med 116 invånare per kvadratkilometer.